# مائدا توشی‌ایه
مائدا توشی‌ایه (به ژاپنی: 前田 利家 Maeda Toshiie) سامورایی، دایمیوهای دوره سن‌گوکو، یکی از اعضای شورای پنج نفره بزرگان و رأس خاندان مائدا در دوره سن‌گوکو تا دوره آزوچی-مومویاما بود.